# Sekwencjonowanie
Sekwencjonowanie (ang. sequencing) – w biologii ustalanie kolejności elementarnych podjednostek tzw. monomerów w biopolimerach, najczęściej kwasach nukleinowych i białkach. Ustalanie budowy złożonych polisacharydów bywa także zaliczane do sekwencjonowania, pomimo ich rozgałęzionej, a niekiedy cyklicznej struktury.